# Polygonia gigantea
Polygonia gigantea  (лат.) — дневная бабочка из семейства Nymphalidae, эндемик Китая.

## Описание

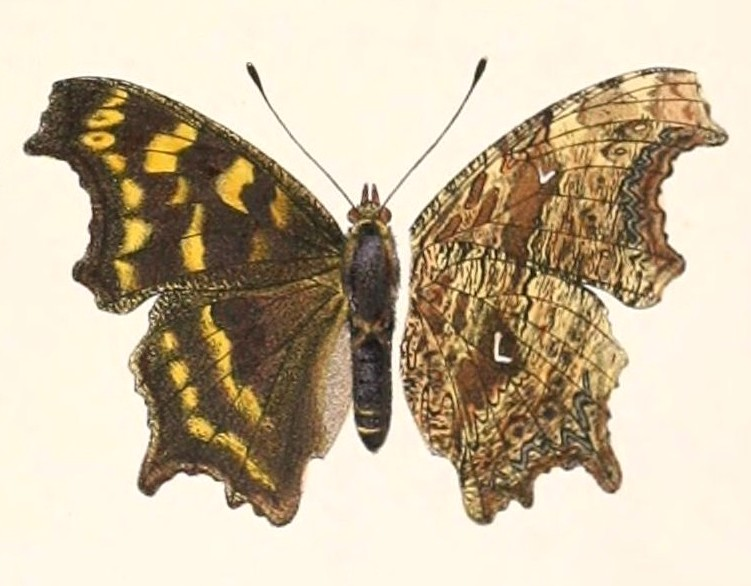
Polygonia gigantea spp. bocki

Длина переднего крыла 31 мм. Размах крыльев 70—72 мм. Основной фон крыльев коричнево-желтовато-рыжий с чёрными пятнами. Задний край переднего крыла с характерной полукруглой вырезкой. Крылья с нижней стороны с рисунком из бурых оттенков, которые имитируют кору дерева и с четким белым значком на наружной границе центральной ячейки. Задний край переднего крыла с характерной полукруглой вырезкой. Бурая маргинальная перевязь на крыльях характеризуется рядом жёлтых лунок. Центральная ячейка на задних крыльях не замкнута. Внешний край крыльев сильно изрезан, с заметными выступами на жилках M1 и Cu2 на передних крыльях и на жилках M3 и Cu2 — на задних. Переднее крыло зубчатое, с большой выемкой. Задние крылья с зубчиком в последней трети. Половой диморфизм выражен слабо.

## Ареал
Эндемик Китая, встречается в западных и центральных районах страны. Типовой экземпляр — самка, был пойман в провинции Сычуань на высоте 2300 метров над уровнем моря.

## Биология
Встречается в разнообразных биотопах, в лесах, на просеках, на территории населённых пунктов и т. д.